# Campionats del món de ciclisme urbà de 2017
Els Campionats del món de ciclisme urbà de 2017 van ser la 1a edició dels Campionats del món de ciclisme urbà. Les proves tingueren lloc del 8 al 12 de novembre de 2017 a Chengdu, a la província de Sichuan al centre de la Xina.

## Organització
Els Campionats del món van ser organitzats sota els auspicis de la Unió Ciclista Internacional.

## Resultats

### Camp a través per eliminació
| Proves | Or                    | Plata             | Bronze          |
| Homes  | Titouan Perrin-Ganier | Simon Gegenheimer | Lorenzo Serres  |
| Dones  | Kathrin Stirnemann    | Ella Holmegård    | Perrine Clauzel |

### Trials
| Proves                     | Or                                                                                        | Plata | Bronze                                                                                    |
| Homes -20 polzades         | Abel Mustieles                                                                            | Dominik Oswald                                                                                           | Ion Areitio                                                                               |
| Homes -26 polzades         | Jack Carthy                                                                               | Nicolas Vallée                                                                                           | Kenny Belaey                                                                              |
| Dones                      | Nina Reichenbach                                                                          | Nadine Kåmark                                                                                            | Irene Caminos                                                                             |
| Homes júnior - 20 polzades | Nathan Charra                                                                             | Tomu Shiozaki                                                                                            | Noah Cardona                                                                              |
| Homes júnior - 26 polzades | Alejandro Montalvo                                                                        | Louis Grillon                                                                                            | Domènec Lladó                                                                             |
| Equips                     | França · Vincent Hermance · Alex Rudeau · Louis Grillon · Noah Cardona · Manon Basseville | Alemanya · Raphael Zehentner · Dominik Oswald · Jonathan Sandritter · Noah Sandritter · Nina Reichenbach | Suïssa · Lucien Leiser · Tom Blaser · Romain Bellanger · Christian Siegrist · Debi Studer |

### BMX freestyle
| Proves | Or             | Plata               | Bronze        |
| Homes  | Logan Martin   | Alex Coleborn       | Colton Walker |
| Dones  | Hannah Roberts | Lara Marie Lessmann | Angie Marino  |

## Medaller
| Pos. | País         | Or | Plata | Bronze | Total |
| 1    | França       | 3  | 2     | 3      | 8     |
| 2    | Espanya      | 2  | 0     | 3      | 5     |
| 3    | Alemanya     | 1  | 4     | 0      | 5     |
| 4    | Regne Unit   | 1  | 1     | 0      | 2     |
| 5    | Estats Units | 1  | 0     | 2      | 3     |
| 6    | Suïssa       | 1  | 0     | 1      | 2     |
| 7    | Austràlia    | 1  | 0     | 0      | 1     |
| 8    | Suècia       | 0  | 2     | 0      | 2     |
| 9    | Japó         | 0  | 1     | 0      | 1     |
| 10   | Bèlgica      | 0  | 0     | 1      | 1     |
|      | TOTAL        | 10 | 10    | 10     | 30    |